# David McDonald
David McDonald – australijski judoka.
Brązowy medalista mistrzostw Oceanii w 1979. Mistrz Australii w 1967 i 1970 roku.